# 女流棋聖戦 (韓国)
女流棋聖戦（じょりゅうきせいせん、여류기성전）は、韓国の囲碁の女流棋士による棋戦。2006年に創設され2013年まで6期開催。韓国現代囲碁の父趙南哲の出身地扶安郡で行われた。2017年に韓国製紙女子棋聖戦（かんこくせいしじょしきせいせん、한국제지 여자기성전）として再開。

## 女流棋聖戦（2006-13）
- 主催 扶安郡、韓国棋院
- 優勝賞金 1千万ウォン

### 方式
- 8名の本戦出場者によるトーナメント戦で、決勝は一番勝負。
- 持ち時間は各1時間、1分の秒読み1回。その後各20分、使い切ると40秒の秒読み3回。
- コミは6目半

### 歴代優勝者と決勝戦
（左が優勝者）
- 1. 2006年 芮廼偉 - 金世実
- 2. 2007年 芮廼偉 - 金恵敏
- 3. 2008年 芮廼偉 - 金侖映
- 4. 2010年 金侖映 - 朴志娟
- 5. 2011年 芮廼偉 - 崔精
- 6. 2013年 崔精 - 朴鋕恩

## 海成女子棋聖戦（2017-）
- 主催 韓国棋院
- 後援 海成（ヘソン）グループ（韓国製紙の親会社）
- 賞金総額 1億2100万ウォン、優勝賞金5000万ウォン（準優勝2000万ウォン、3位1000万ウォン）

### 方式
- プロ棋士とアマチュアの予選勝ち抜き者16名の本戦出場者によるトーナメント戦で、決勝は三番勝負。
- 持ち時間は各1時間、考慮時間40秒3回。
- コミは6目半

### 歴代優勝者と決勝戦
- 1 2017年 金多瑛 2-1 呉侑珍
- 2. 2018年 崔精 2-0 金恵敏
- 3. 2019年 崔精 2-0 金彩瑛
- 4. 2020年 崔精 2-0 金彩瑛
- 5. 2021年 呉侑珍 2-0 崔精
- 6. 2022年 崔精 2-0 金恩持
- 7 2023年 金恩持 2-1 崔精
- 8. 2024年 崔精 2-1 仲邑菫（3位金恵敏）